# Havre-Saint-Pierre
Havre-Saint-Pierre è un comune del Canada, situato nella provincia del Québec, nella regione di Côte-Nord.